# Vale do Paraíso (Azambuja)
Vale do Paraíso (port. für „Tal des Paradieses“) ist eine Ortschaft und Gemeinde in Portugal.

## Geschichte
Der Überlieferung nach begann die Geschichte des Ortes um 1500, als ein Schäfer hier in einem Baum eine Figur der Mutter Maria fand. Menschen aus der Region kamen danach regelmäßig her und eine erste kleine Kapelle wurde um 1555 errichtet. Der Ortsname entstand in diesem Zusammenhang durch religiöse Überhöhung.
Die Kirche erfuhr eine Vielzahl Erweiterungen und Umbauten, u. a. nachdem sich im 16. Jahrhundert Adlige aus der Hauptstadt Lissabon hierher vor der Pest flüchteten. Insbesondere die hiesige Ordensgründung der Confraria de Nossa Senhora do Paraíso 1562 im Zusammenhang mit der Anwesenheit der Adligen sorgte für das dauerhafte Entstehen der Ortschaft. Nach dem Erdbeben von Lissabon 1755 wurde die Kirche erneut tiefgreifend umgebaut. Sie hat bis heute jedoch nur den Status einer Kapelle und gehört zur Kirchengemeinde von Aveiras de Cima. Sie steht inzwischen unter Denkmalschutz.
Die eigenständige Gemeinde Vale do Paraíso entstand 1916, durch Abspaltung aus der Gemeinde Aveiras de Cima.
Nachdem in der Gemeinde seit einigen Jahren kein Arzt niedergelassen ist, lässt die Gemeindeverwaltung seit Herbst 2016 in Zusammenarbeit mit medizinischen Kräften der örtlichen Feuerwehr Routineuntersuchungen vor Ort kostenfrei durchführen. Das Angebot richtet sich an die ältere Bevölkerung, um ihnen den Weg in die Kreisstadt zu ersparen.

## Verwaltung
Vale do Paraíso ist eine Gemeinde (Freguesia) im Kreis (Concelho) von Azambuja im Distrikt Lissabon. In ihr leben 955 Einwohner auf einer Fläche von 4 km²(Stand 19. April 2021).
Die Gemeinde besteht nur aus dem gleichnamigen Ort.